# Акорд (Њујорк)
Акорд (енгл. Accord) насељено је место без административног статуса у америчкој савезној држави Њујорк.

## Демографија
По попису из 2010. године број становника је 562, што је 60 (-9,6%) становника мање него 2000. године.
| Група             | 2000.       | 2010.       |
| Белци             | 561 (90,2%) | 485 (86,3%) |
| Афроамериканци    | 15 (2,4%)   | 15 (2,7%)   |
| Азијати           | 9 (1,4%)    | 5 (0,9%)    |
| Хиспаноамериканци | 24 (3,9%)   | 40 (7,1%)   |
| Укупно            | 622         | 562         |